# Эриньш, Эдгар
Эдгар Эриньш (латыш. Edgars Eriņš; род. 18 июня 1986[…], Варакляны, Вараклянский край) — латвийский легкоатлет, специалист по многоборьям. Выступал за сборную Латвии по лёгкой атлетике в 2007—2012 годах, победитель и призёр первенств национального значения, действующий рекордсмен страны в семиборье и десятиборье, участник летних Олимпийских игр в Лондоне. Также известен как разгоняющий в бобслее.

## Биография
Эдгар Эриньш родился 18 июня 1986 года в городе Варакляны Латвийской ССР.
Входил в число сильнейших латвийских многоборцев с середины 2000-х годов. Четыре раза становился чемпионом Латвии в программе семиборья (2006, 2008, 2009, 2011), в том числе установил ныне действующий национальный рекорд в данной дисциплине, набрав 5787 очков. В 2011 году стал чемпионом страны в десятиборье, так же установив национальный рекорд — 8312 очка.
Впервые заявил о себе на международной арене в сезоне 2007 года, когда вошёл в состав латвийской национальной сборной и выступил на молодёжном европейском первенстве в Дебрецене. Тем не менее, досрочно завершил здесь выступление, не показав никакого результата.
Планировал выступить на чемпионате Европы 2010 года в Барселоне, однако из-за недостатка финансирования в Латвийском легкоатлетическом союзе в конечном счёте принял решение отказаться от поездки.
Был заявлен на чемпионат мира 2011 года в Тэгу, вошёл в стартовый лист, но из-за травмы снялся с соревнований.
Благодаря череде удачных выступлений удостоился права защищать честь страны на летних Олимпийских играх 2012 года в Лондоне — набрал в сумме всех дисциплин десятиборья 7649 очков, расположившись в итоговом протоколе соревнований на 22-й строке.
После лондонской Олимпиады Эриньш решил попробовать себя в качестве разгоняющего в бобслее. В 2013—2014 годах активно выступал на этапах Кубков Европы и мира по бобслею, затем на некоторое время вернулся в лёгкую атлетику.